# Joan Baptista Basset i Ramos
Joan Baptista Basset i Ramos (Alboraia, c. 1654 - Segòvia, 15 de gener del 1728) fou un militar austriacista que va encapçalar la revolta valenciana contra Felip V al capdavant dels maulets.

## Biografia
Nascut al si d'una família d'artesans, el seu pare, Joan Basset, era fuster, escultor i daurador d'imatges i retaules. La seva mare es deia Esperança Ramos. Exiliat des de la revolta de 1693, fou general de l'exèrcit imperial de l'arxiduc Carles a Milà i Hongria.

## Gibraltar, agost 1704
L'arxiduc Carles d'Àustria va confiar a l'almirall anglès George Rooke la missió urgent de conquerir Gibraltar. Més de dos mil soldats hi van participar. Prop de 400 eren catalans, valencians i balears, un batalló comandat per Basset. El batalló va prendre part d'una manera activa en la presa i control d'aquest penyal. El general valencià, únic oficial que ocupava aquesta graduació, va ser una peça clau en la presa del penyal. Els primers a desembarcar-hi, a les tres de la tarda, foren els soldats catalans, valencians i mallorquins d'infanteria de marina. La que avui es coneix amb el nom de Catalan Bay fou la petita platja on aquests desembarcaren el dia 1 d'agost de 1704. A més dels 400 soldats de la corona d'Aragó, dos vaixells anglesos a les ordres de l'almirall sir George Byng i deu més de procedència holandesa, liderats pel vicealmirall Van der Dussen, s'aproximaren al penyal. Al capdavant hi havia el príncep Jordi de Hessen, assistit per l'oficial de la corona d'Aragó de major graduació, el general Basset. Tots dos van comminar els assetjats a rendir la plaça, però fou en va. El governador de Gibraltar va negar-se a prestar obediència a l'arxiduc. Un canvi de vent va impedir de prendre Gibraltar el primer dia.
El dia 2 d'agost de matí es produí un bombardeig insistent, així com el desembarcament de marineria per tal de prendre els molls i reductes que protegien el penyal. Ben aviat el capità Whitaker hi plantà la bandera britànica.
El 3 d'agost, impotent davant l'escomesa austriacista, el governador de Gibraltar es va rendir.
El 4 d'agost, el príncep Jordi de Hessen-Darmstadt prenia possessió de la plaça i, un cop signades les capitulacions, els habitants abandonaren el penyal. De 4.000 que n'hi havia, sols n'hi restaren setanta. El príncep va exercir, transitòriament, com a governador local. Més endavant, aquesta funció la va exercir el mateix general Basset. Hessen va ordenar ampliar les defenses portuàries i va engrandir la part fangosa de l'istme per tal de convertir-la en una barrera natural. També va fer minar els accessos del nord i va fer col·locar vint canons al costat de la torre Redondela. Basset va dirigir tots aquests treballs.
El tractat d'Utrecht deixaria finalment Gibraltar en mans britàniques.

## Dénia, agost 1705
Formava part de la flota angloholandesa que va salpar de Lisboa cap a Barcelona. Després de la presa de Gibraltar i de bombardejar Alacant, abans d'arribar al Cap i Casal, el príncep Jordi de Hessen-Darmstadt, Charles Mordaunt, lord Peterborough i l'arxiduc Carles d'Àustria, el 10 d'agost de 1705 van fondejar davant d'Altea. Basset, comandant de l'esquadra i general de batalla, va desembarcar. Havia planificat des de Gibraltar la intervenció a l'armada, on ja tenia contactes austriacistes: Francesc Garcia, que tenia reunits un miler de soldats, i el rector d'Altea. Dénia es va decantar per la causa austriacista de manera voluntària. La proclamació de Carles III a Dénia va determinar l'inici austriacista del Regne de València. Basset es va convertir en el personatge central. Carles III d'Aragó nomenà Basset general de les armes del Regne. La flota va sortir cap a Barcelona. El general Basset de seguida va reforçar les fortificacions de Dénia, com ja havia fet a Gibraltar.

## Conquestes
L'exèrcit borbònic comandat pel tinent general José de Salazar fou enviat a la defensa de Barcelona, deixant el regne indefens, tret del regiment de cavalleria Rafael Nebot, que es passà a la causa austriacista, i Basset va cavalcar des de Dénia passant per Gandia i Alzira, sense trobar-hi cap resistència important i, en poques setmanes, arribaren a la ciutat de València, on el borbònic comte de Carlet li lliurà les claus de la ciutat, i hi proclamaren rei Carles d'Àustria.
Josep Vicent Torres i Eiximeno, el desembre del 1705, fou un dels dos comissionats per la ciutat de València per a capitular la ciutat a les forces del general Basset i oferir l'obediència al nou rei de València, Carles III l'Arxiduc.
El febrer del 1706 organitzà la defensa de Xàtiva, que rebutjà victoriosament les tropes borbòniques. Va capitanejar la revolta valenciana contra el govern absolutista i centralitzador de Felip V, insurrecció a la qual se sumaven les reivindicacions dels camperols contra els nobles, i les dels comerciants i menestrals de les ciutats contra el poder dels francesos i a favor del lliure comerç amb Holanda i Anglaterra. Així esdevingué cap dels maulets, els lluitadors per la causa de la terra i del rei Carles, en contra dels «botiflers», nobles i partidaris del borbó Felip.

### La derrota d'Almansa i la caiguda de Barcelona el 1714

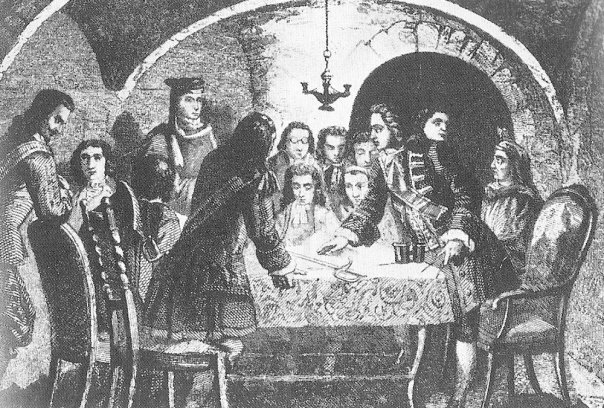
Junta de guerra de l'1 de setembre del 1714, amb la participació d'Antoni Villarroel, Casanova i Basset

El fet d'haver promès als llauradors valencians (maulets) l'exempció de càrregues i tributs senyorials va fer que fos jutjat i empresonat pel mateix rei Carles.
Arran de la derrota d'Almansa (25 d'abril del 1707), quan Carles III tingué notícia de la derrota, la mesura que es va prendre va ser l'alliberament d'en Basset per capitanejar els naturals del Regne. Fou posat en llibertat per tal d'organitzar les poques forces fidels als austriacistes, cosa que no fou possible i només pogué reunir-les per a la defensa de la ciutat de Barcelona. Va dirigir la defensa de la ciutat, on va romandre fins a la caiguda de la ciutat l'11 de setembre del 1714.

### El captiveri
Deu dies després de la capitulació de Barcelona, una vintena de caps militars austriacistes (entre els quals hi havia els valencians Joan Baptista Basset, Josep Vicent Torres i Francesc Maians i els catalans Antoni de Villarroel, Josep Bellver i Sebastià de Dalmau, entre d'altres) van ser detinguts per les tropes castellanofranceses, malgrat la promesa del duc de Berwick –conqueridor de Barcelona– que no hi hauria repressió contra els resistents durant el setge de la ciutat. Empresonats pels borbons, van ser traslladats a Alacant i des d'ací, en el cas de Basset, a diverses presons, com Hondarribia i, més tard (1719), a l'Alcàsser de Segòvia.
Anys després, el tractat de pau de 1725 entre Espanya i Àustria acordava l'alliberament de tots els presoners d'ambdós bàndols en la Guerra de Successió. Tanmateix, Basset, contràriament als seus companys que abandonaren la presó i pogueren arribar fins a Viena, ja havia estat excarcerat el 1724 a causa del seu mal estat de salut, a condició que no sortís de Segòvia, ciutat on va morir, pobre i malalt i assistit pels jesuïtes, el 15 de gener del 1728, i va ser enterrat per caritat a l'església de Santa Eulàlia. Prèviament, el 21 de juny del 1727, l'emperador Carles l'havia rehabilitat en els seus honors i l'havia nomenat Feldmarschall-Leutenant, és a dir 'tinent mariscal', un càrrec equivalent al de tinent general. Les darreres investigacions sobre la seva etapa final contradiuen l'afirmació segons la qual es donava per segura la presència del general maulet a la cort austriacista a Viena una vegada finalitzada la Guerra de Successió. El descobriment d'una carta, enviada des de Segòvia al secretari d'estat de Felip V, Juan Orendaín, ha canviat totes les teories sobre el final de Basset.

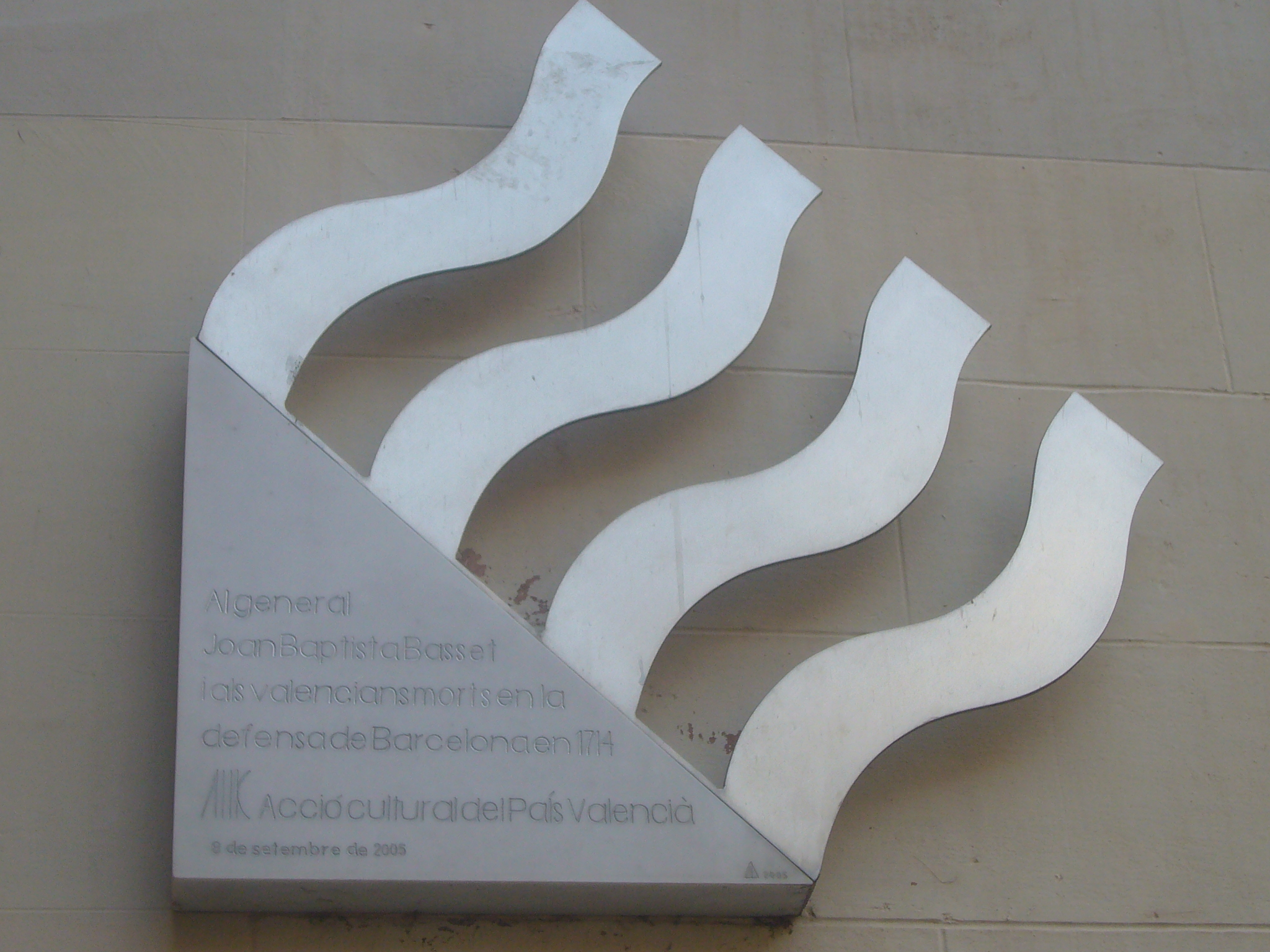
Placa en commemoració a Joan Baptista Basset, al fossar de les Moreres de Barcelona

## Reconeixements
Al fossar de les Moreres de Barcelona hi ha una placa dedicada a Joan Baptista Basset, promoguda per Acció Cultural del País Valencià l'any 2005.
L'any 2008 es va iniciar al País Valencià el Projecte Basset, un projecte social per a recuperar la figura del general. Els promotors del projecte són Vicenç Salvador Torres Guerola, Josep Usó i Manyanós i Carolina Latorre Canet. El Poema a Joan Baptista Basset, obra musical, és el recurs didàctic del projecte. Després de tres anys de treball educatiu a l'escola, ha sortit al carrer a la segona Festa Estellés: estrena de La Muixeranga del Poema a Joan Baptista Basset, al País Valencià. Altres parts ja han sonat a Alginet.